# Choaib Belhaj Salah
Choaib Belhaj Salah (geboren 4. Juni 1987 in Menzel Tmime) ist ein tunesischer Beachvolleyballspieler.

## Karriere
Belhaj bildet seit 2015 ein Duo mit Mohamed Arafet Naceur. Naceur/Belhaj nahmen an der Weltmeisterschaft 2015 in den Niederlanden teil, schieden dort allerdings ohne Satzgewinn nach der Vorrunde aus. Beim Continental Cup der CAVB setzten sich die Tunesier gegen die afrikanischen Konkurrenten durch und qualifizierten sich für die Olympischen Spiele 2016.